# Marwan Arafat
Pour les articles homonymes, voir Arafat.
Marwan Arafat, né le 5 janvier 1945 et mort le 12 juin 2012, est un footballeur, arbitre, journaliste, analyste sportif et professeur syrien.

## Carrière
Il est connu pour avoir été le premier arbitre de football d'origine arabe et asiatique à officier lors des Jeux olympiques, en 1980 à Moscou (1 match).  
Il est élu à trois reprises président de la fédération syrienne de football. Au cours de sa présidence, la sélection nationale des moins de 21 ans remporte la coupe d'Asie de 1994. 
Le 12 juin 2012, Arafat est assassiné par des inconnus armés sur la route de Daraa à Damas, tandis que sa femme est gravement blessée,.